# 다중 언어 사용자 인터페이스
다중 언어 사용자 인터페이스(多重言語使用者 Interface, MUI←영어: Multilingual User Interface)는 마이크로소프트 윈도우와 마이크로소프트 오피스 응용 프로그램들을 위한 꾸러미이며, 한 시스템에서 여러 개의 인터페이스 언어들을 설치하는 것을 도와준다. MUI가 있는 시스템 위에서 각 사용자는 저마다 선호하는 디스플레이 언어를 선택할 수 있다.

## 윈도우 비스타에서 MUI 사용하기
다중 언어 사용자 인터페이스는 윈도우 비스타 엔터프라이즈와 얼티밋 에디션에서 사용할 수 있다. (얼티밋 엑스트라를 참조할 것)

## 윈도우 8/8.1/RT, 윈도우 10의 MUI
윈도우 8/RT를 기점으로 모든 윈도우 에디션들은 모든 언어팩의 다운로드 및 설치가 가능하다.

## 같이 보기
- 한글 패치